# Mânio Emílio Lépido (cônsul em 66 a.C.)
Mânio Emílio Lépido (em latim: Manius Aemilius Lepidus) foi um político da família dos Lépidos da gente Emília da República Romana eleito cônsul em 66 a.C. com Lúcio Volcácio Tulo. Era neto de Marco Emílio Lépido, cônsul em 158 a.C..

## Carreira
É possível que tenha sido o mesmo Lépido foi proquestor numa província oriental entre 84 e 78 a.C.. e pai de Quinto Emílio Lépido, cônsul em 21 a.C.. Antes de 69 a.C. já havia sido pretor e, três anos mais tarde, foi eleito cônsul com Lúcio Volcácio Tulo, o mesmo ano no qual Cícero foi pretor,
Foi mencionado diversas vezes para Cícero, mas jamais teve muita importância política. Em 65 a.C., foi testemunha contra Caio Cornélio, um dos clientes defendidos por Cícero. Dois anos depois, Catilina ofereceu se colocar na custódia de Lépido depois de ter sido informado do iminente processo que viria contra si por suspeita de conspiração.
Lépido era membro da facção aristocrática do Senado Romano (optimates), mas, quando irrompeu guerra civil, em 49 a.C., retirou-se para sua villa em Fórmia para observar a progressão dos eventos. Ali, interagiu diariamente com Cícero, cujas cartas informam que Lépido estava decidido a não fugir para o oriente com Pompeu e a se render a Júlio César se este fosse o provável vencedor. No final, Lépido acabou voltando para Roma.